# Données de marché
 (février 2012).
Le terme « données de marché » (en anglais : market data) désigne l'ensemble des données financières et des applications fournies par des fournisseurs externes à l'entreprise et utilisées lors du cycle de gestion (de la prise de décision, à la gestion des risques en passant par le reporting et bien sur la valorisation des portefeuilles/book). C'est un élément central et essentiel des procédures liés aux activités financières, jouissent d’une exposition nouvelle au sein des banques et sociétés de finance de marché.
Utilisées dans la quasi-totalité des outils d’aide à la décision déployés au sein de ces entités, ces données doivent répondre à divers niveaux d’exigences (qualité, disponibilité, latence, etc.) et faire l’objet de procédures de management identifiées.
Dans un contexte où se côtoient multiplication et diversification de l’offre de données de marché, et évolution des contraintes règlementaires (Bâle III, Solvency II), une gestion efficace des données de marché apparait comme une activité à forte valeur ajoutée, ainsi qu’un puissant levier aux optimisations fonctionnelles et IT.

## Les types de données
Ces données de marché peuvent être de plusieurs types : 
- données de pricing : cours d’un titre listé ou OTC, sur fourchette bid/ask[1], prix calculé, courbe de taux,

- caractéristiques : émetteur, rating, codification, etc.

- opération sur titre : détachement de dividende, date du prochain coupon, etc.

Outre le type, les données se caractérisent également par leur fréquence de rafraichissement ; en effet, l’aspect stratégique et décisif de la mise à disposition de certains types de prix nécessite un rafraichissement « en temps réel » de la donnée, c’est-à-dire au plus vite après sa création chez le fournisseur. Les prix, les bid/ask ainsi que les news sur titres sont généralement alimentés en temps réel.
D’autres types de données – comme les ratings, le cours de clôture, la sensibilité… – ne demandent qu’un rafraichissement journalier, voire hebdomadaire ou mensuel ; on parlera ainsi de données « statiques ».

## Les modes de diffusion
Il existe plusieurs  modes de diffusion des données, ainsi que différents niveaux d’accessibilité :
- flux : l’acheminement de la donnée – du fournisseur à l’application cliente – se fait directement par flux, sans visualisation de celle-ci avant intégration dans l’outil concerné. La donnée est ensuite retravaillée et accessible dans les applications alimentées par ce/ces flux ;
- terminal : la donnée est accessible et consultable directement via écran, et modélisable dans différents outils des logiciels mis à disposition (carnet d’ordres, analyse graphique, time & sales…). Certains terminaux permettent également un téléchargement dans Excel des données consultables, en  accord avec les contrats passés auprès des fournisseurs ;
- application référentiel : véritable point d’entrée et de sortie unique des données au sein des BFI, asset managers[2] ou sociétés d’Asset Services, l’application « Référentiel » a pour but une redistribution maitrisée et optimisée des données utiles au fonctionnement de l’entreprise. Les données – en provenance de plusieurs fournisseurs – sont requêtées, traitées et stockées dans le référentiel uniquement, puis diffusées auprès des applications de l’entité.

## Les acteurs du marché[3]

### La production des données
Point de départ du cycle de vie des markets datas, la création et la diffusion initiale des données brutes sont assurées par des fournisseurs non intégrateurs, parmi lesquels se retrouvent les bourses, les agences de notations, les brokers, ou les agences de presse. 
Si certains fournisseurs acheminent leurs données aux clients finaux, certains se concentrent uniquement sur la création de données brutes.
L’acheminement et l’agrégation du contenu est alors assurée par des intermédiaires : les vendors.

### Les intermédiaires: acheminement des données et agrégation de contenu
Les « vendors » de données proposent une technologie permettant l’agrégation, la mise en forme ou le simple acheminement de la donnée produite par les entités citées précédemment. L’accent est ainsi mis sur les contenants (flux, terminaux, applications web…).
Parmi les vendors les plus célèbres, les sociétés Bloomberg LP, Thomson Reuters, Sungard, ou Telekurs disposent de solutions d’agrégation de contenus multiples et diversifiées ainsi que d’acheminements généralistes, et sont généralement référencées chez la majorité des sociétés consommatrices.
D’autres vendors optent pour une stratégie de spécialisation à destination d’un nombre restreint de métiers (logiciel d’établissement de la Value at risk…) ou répondant à un besoin particulièrement précis (modélisation de série de données pour back-testing, fourniture d’outils logiciels pour analyse graphique, etc.).

### Les consommateurs finaux
En bout de ligne, la totalité des sociétés composantes de l’industrie financière peuvent être catégorisées comme consommatrices, la donnée financière étant parfaitement indissociable de leurs activités (aussi diverses soient-elles) ; ainsi peut-on qualifier les market data de « carburant » nécessaire au déroulement de la chaine d’investissement, de valorisation des portefeuilles ou du « book », de création d’instruments, etc. chez les Asset Managers, BFI, sociétés d’Asset Services ou encore brokers.
En leur sein, les sociétés les plus importantes disposent d’un service destiné à la gestion des contrats market data, à l’intérieur desquels des Business Analyst centralisent les activités commerciales, légales et financières liées à cette activité. Pour les autres sociétés, cette fonction est morcelée et peut être indistinctement assurée par la Direction des services informatiques, le middle office, ou par chaque responsable d’applications consommatrices de données.
Les lancements de projets de création de référentiel central aux sociétés, permettant à terme de disposer d’un espace unique de stockage et de travail des données de références nécessaires au fonctionnement des activités financières (titres et/ou positions et/ou tiers) – ainsi que d’un unique point d’entrée et de sortie de ces markets data – répond en partie au besoin de pilotage des données et témoigne d’une évolution des mentalités au regard de la place qu’occupent les markets data au sein des activités financières, et des divers enjeux inhérents.

## Enjeux

### Dynamique opérationnelle: Pas de procédure maitrisée sans données de qualité
Malgré la diversité des métiers de la banque, l’interdépendance des  différents services implique une forte cohérence des informations qui y sont utilisées et consommées, ainsi qu’un degré élevé d’administration de ces données. 
Concrètement, il est illusoire de croire en la qualité d’une procédure sans garantir la qualité des données consommées, tant sur leur niveau de :
- Présence : la donnée est-elle disponible, dans un délai correspondant aux exigences des consommateurs ?
- Complétude: l’information est-elle complète et homogène, ou au contraire fragmentée, parcellaire, ou incomplète ?
- Cohérence: la donnée est-elle juste, vérifiée, pertinente, etc.

Ainsi, il semble que la prise de conscience des enjeux opérationnels entraine une modification des comportements de consommation, et fait émerger de nouvelles pistes d’optimisations fonctionnelles, techniques… mais surtout budgétaires.

### La gestion des contratsmarket data: lemarket data management(internalisé, ou sous-traité)
En effet, rares sont les données disponibles à moindre cout, ou accessibles et diffusables sans restrictions.
Ainsi, pour les sociétés classées comme consommatrices de taille importante, les  services market data cités plus haut recherchent continuellement des leviers de maitrise des coûts et d’optimisations budgétaires, tout en respectant les besoins des utilisateurs finaux et les clauses des contrats passés auprès des fournisseurs et des intermédiaires. Minimiser les risques liés à l’exploitation des données, ou réaliser des économies sur le budget consacré à celles-ci, sont parmi les objectifs de ces équipes.
Toutefois, les sociétés consommatrices de données font aussi appel à des sociétés de services spécialisées[source insuffisante] dans le market data management pour de la sous-traitance d’opérations ponctuelles d’optimisations des accès à la donnée, de réduction de coûts, de sélection d’outils, de réalisation d’inventaires ou de mise en place de projet lié aux référentiels.
Ainsi, l’entité concernée dispose d’outils et de techniques lui permettant de piloter efficacement son activité market data.